# Georges Fouquet
Georges Fouquet (1862-1957) est un bijoutier français considéré comme un maître de l'art nouveau et de la haute joaillerie. Il rejoint son père Jules Alphonse en 1891 puis ouvre en 1900 une nouvelle bijouterie Fouquet au 6, rue Royale à Paris réalisée par le décorateur d'intérieur Alphonse Mucha. À la différence de Lalique, mais dans un style se rapprochant de celui d'Henri Vever, l'art de Georges Fouquet s’exprime au travers des formes géométriques plus synthétiques,.
Fouquet est présent à l'Exposition universelle de 1900 à Paris. À l'exposition universelle de Liège de 1905, il obtient un grand prix, qui lui vaut sa nomination au grade de chevalier de la Légion d'honneur en 1906. Il est rapporteur à l'exposition de San Francisco en 1915.
Il a également créé des bijoux pour Sarah Bernhardt.

## Postérité
Certaines de ses créations se trouvent au Metropolitan Museum of Art, au Victoria and Albert Museum, au Petit Palais.
Le musée Carnavalet à Paris abrite une réplique de la boutique Georges Fouquet.
Son fils Jean (mort en 1984), membre de l'Union des Artistes modernes, a tenu un atelier de joaillerie à Paris, rue de Cérisoles.